# پیرکس

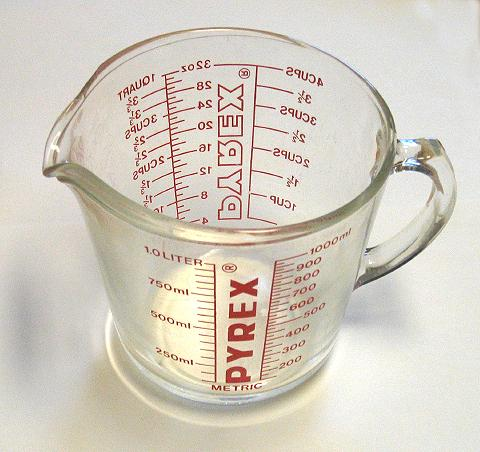
یک ظرف اندازه‌گیری از جنس پیرکس.

پیرکس (به انگلیسی: Pyrex) نام یک برند در شیشه‌آلات است که در سال ۱۹۱۵ توسط شرکت کرنینگ معرفی شد.
در اصل پیرکس از شیشهٔ بروسیلیکات ساخته شد. در دههٔ ۱۹۴۰ در بعضی از محصولات ترکیب پیرکس به شیشهٔ سودالایم سخت‌شده تغییر یافت که متداول‌ترین نوع شیشهٔ مورد استفاده در لوازم آشپزی در ایالات متحده است و مقاومت مکانیکی بیش‌تری دارد، لذا در برابر شکستگی ناشی از افتادن (اصلی‌ترین دلیل شکستن شیشه در لوازم آشپزی) کم‌تر آسیب‌پذیر است. در سال ۱۹۹۸ کرنینگ بخش محصولات مصرفی‌اش را فروخت که متعاقباً ورلد کیچن نام گرفت.